# Шејлер Тауншип (Пенсилванија)
Шејлер Тауншип (енгл. Shaler Township) град је у америчкој савезној држави Пенсилванија.

## Демографија
По попису из 2000. године број становника је 29.757.
| Група             | 2000.          | 2010.    |
| Белци             | 29.017 (97,5%) | 0 (0,0%) |
| Афроамериканци    | 122 (0,4%)     | 0 (0,0%) |
| Азијати           | 268 (0,9%)     | 0 (0,0%) |
| Хиспаноамериканци | 155 (0,5%)     | 0 (0,0%) |
| Укупно            | 29.757         | 0        |